# Río Caselas
El río Caselas es un pequeño río europeo del noroeste de la península ibérica que transcurre por la provincia de Pontevedra, España, afluente del Río Miño, en su curso bajo, por su margen derecho.

## Recorrido
El río Caselas nace en el norte del ayuntamiento de Salceda de Caselas, en las inmediaciones del monte Corucho (450 m s. n. m.). Atraviesa ese municipio para entrar en el de Salvatierra de Miño, curvándose y sirve de límite entre los dos ayuntamiento citados, en su tramo final pasa a ser linde entre los municipios de Tuy y Salvatierra de Miño, antes de desaguar en el río Miño. Su curso total abarca 12 km.

## Afluentes
Río Landres: Es el principal afluente del río Caselas. A traviesa el municipio de Salceda de Caselas recorriendo las parroquias de Parderrubias y entienza y  es conocido por su contribución al riego agrícola y su rica biodiversidad.
Otros afluentes: Regato de santa María, Regato Rial, Regato de fraga, Regato de Bacón.

## Régimen hídrico
Es un río de régimen pluvial de tipo oceánico.